# أليكس براز دا سيلفا
أليكس براز دا سيلفا هو لاعب كرة قدم برازيلي في مركز حراسة المرمى، ولد في 14 سبتمبر 1984 في ساو باولو في البرازيل. لعب مع جامعة كلوج.

## وصلات خارجية
- أليكس براز دا سيلفا على موقع قاعدة بيانات كرة القدم.إي يو (الإنجليزية)
- أليكس براز دا سيلفا على موقع Soccerway.com (الإنجليزية)
- أليكس براز دا سيلفا على موقع عالم كرة القدم.نت (الإنجليزية)